# 後黎朝進士列表
本列表是後黎朝的進士、制科等的總表。後黎朝的庭試共举行過118科，制科18，录取了過千名进士（不包括武科造士）。

## 黎初朝

### 太祖朝
黎太祖年間科舉尚未成為定制。
- 天慶元年丙午親試（1426年）
- 順天二年己酉明經科（1429年）
- 順天二年己酉宏詞科（1429年）
- 順天四年辛亥宏詞科（1431年）
- 順天六年癸丑策試（1433年）

### 太宗朝
- 紹平二年乙卯御試國子監（1435年）
- 紹平四年丁亥試書算（1437年）
- 大寶三年壬戌科進士（1442年）

### 仁宗朝
- 大和六年戊辰科進士（1448年）
- 大和十一年癸酉科進士（1453年）
- 延寧五年戊寅科進士（1458年）

### 天興朝
厲德侯年間未舉行科考。

### 聖宗朝
- 光順四年癸未科進士（1463年）
- 光順七年乙酉科進士（1466年）
- 光順十年己丑科進士（1469年）
- 洪德三年壬辰科進士（1472年）
- 洪德六年乙未科進士（1475年）
- 洪德九年戊戌科進士（1478年）
- 洪德十二年辛丑科進士（1481年）
- 洪德十五年甲辰科進士（1484年）
- 洪德十八年丁未科進士（1487年）
- 洪德二十一年庚戌科進士（1490年）
- 洪德二十四年癸丑科進士（1493年）
- 洪德二十七年丙辰科進士（1496年）

### 憲宗朝
- 景統二年己未科進士（1499年）
- 景統五年壬戌科進士（1502年）

### 肅宗朝
肅宗年間未舉行科考。

### 威穆朝
- 端慶元年乙丑科進士（1505年）
- 端慶四年戊辰科進士（1508年）

### 襄翼朝
- 洪順三年辛未科進士（1511年）
- 洪順六年甲戌科進士（1514年）

### 昭宗朝
- 光紹三年戊寅科進士（1518年）
- 光紹五年庚辰科進士（1520年）

### 恭皇朝
- 統元二年癸未科進士（1523年）
- 統元五年丙戌科進士（1526年）

統元六年（1527年）莫登庸篡位建立莫朝，黎初朝滅亡，莫朝的進士參見莫朝進士列表。

## 黎中興朝
元和元年（1533年，莫朝大正四年）權臣阮淦在哀牢擁立黎寧繼位，是為黎莊宗，黎中興朝建立。

### 莊宗朝
莊宗年間未舉行科考。

### 中宗朝
中宗年間，後黎朝開始舉行制科，但尚未恢復進士科。
- 順平六年甲寅制科（1554年）

### 英宗朝
- 正治八年乙丑制科（1565年）

### 世宗朝
世宗年間恢復舉行進士科。
- 嘉泰五年丁丑制科（1577年）
- 光興三年庚辰科進士（1580年）
- 光興六年癸未科進士（1583年）
- 光興十二年己丑科進士（1589年）
- 光興十五年壬辰科進士（1592年）
- 光興十八年乙未科進士（1595年）
- 光興二十一年戊戌科進士（1598年）

### 敬宗朝
- 弘定三年壬寅科進士（1602年）
- 弘定五年甲辰科進士（1604年）
- 弘定八年丁未科進士（1607年）
- 弘定十一年庚戌科進士（1610年）
- 弘定十四年癸丑科進士（1613年）
- 弘定十七年丙辰科進士（1616年）
- 弘定二十年己未科進士（1619年）

### 神宗朝（第一次）
- 永祚五年癸亥科貢士（1623年）
  - 本科未舉行庭試。
- 永祚十年戊辰科進士（1628年）
- 德隆三年辛未科進士（1631年）
- 德隆六年甲戌科進士（1634年）
- 陽和三年丁丑科進士（1637年）
- 陽和六年庚辰科進士（1640年）

### 真宗朝
- 福泰元年癸未科進士（1643年）
- 福泰四年丙戌科進士（1646年）

### 神宗朝（第二次）
- 慶德二年庚寅科進士（1650年）
- 慶德二年庚寅科進士（1652年）
- 盛德四年丙申科進士（1656年）
- 永壽二年己亥科進士（1659年）
- 永壽二年己亥東閣科（1659年）
- 永壽四年辛丑科進士（1661年）

### 玄宗朝
- 景治二年甲辰科進士（1664年）
- 景治五年丁未科進士（1667年）
- 景治八年庚戌科進士（1670年）

### 嘉宗朝
- 陽德二年癸丑科進士（1673年）

### 熙宗朝
- 永治元年丙辰科進士（1676年）
- 永治元年丙辰東閣科（1676年）
- 永治五年庚申科進士（1680年）
- 正和四年癸亥科進士（1683年）
- 正和六年乙丑科進士（1685年）
- 正和九年戊辰科進士（1688年）
- 正和十二年辛未科進士（1691年）
- 正和十五年甲戌科進士（1694年）
- 正和十八年丁丑科進士（1697年）
- 正和二十一年庚辰科進士（1700年）
- 正和二十四年癸未科進士（1703年）

### 裕宗朝
- 永盛二年丙戌科進士（1706年）
- 永盛六年庚寅科進士（1710年）
- 永盛八年壬辰科進士（1712年）
- 永盛十一年乙未科進士（1715年）
- 永盛十四年戊戌科進士（1718年）
- 保泰二年辛丑科進士（1721年）
- 保泰五年甲辰科進士（1724年）
- 保泰八年丁未科進士（1727年）
- 保泰九年戊申東閣科（1728年）

### 永慶朝
- 永慶三年辛亥科進士（1731年）

### 純宗朝
- 龍德二年癸丑科進士（1733年）

### 懿宗朝
- 永佑二年丙辰科進士（1736年）
- 永佑五年己未科進士（1739年）

### 顯宗朝
- 景興四年癸亥科進士（1743年）
- 景興七年丙寅科進士（1746年）
- 景興九年戊辰科進士（1748年）
- 景興十三年壬申科進士（1752年）
- 景興十五年甲戌科進士（1754年）
- 景興十八年丁丑科進士（1757年）
- 景興二十一年庚辰科進士（1760年）
- 景興二十四年癸未科進士（1763年）
- 景興二十七年丙戌科進士（1766年）
- 景興三十年己丑科進士（1769年）
- 景興三十三年壬辰科進士（1772年）
- 景興三十六年乙未科進士（1775年）
- 景興三十九年戊戌科進士（1778年）
- 景興四十年己亥盛科進士（1779年）
- 景興四十二年辛丑科進士（1781年）
- 景興四十六年乙巳科進士（1785年）

### 昭統朝
- 昭統元年丁未制科（1787年）
- 昭統元年丁未科進士（1787年）